# Maria Antonia av Sicilien och Neapel
Maria Antonia av Sicilien och Neapel, eller Maria Antonietta, född den 14 december 1784 i Caserta, död den 21 maj 1806 i Aranjuez, var en prinsessa av Asturien (kronprinsessa av Spanien); gift 1802 med den senare kung Ferdinand VII av Spanien.

## Biografi
Maria Antonia var dotter till Ferdinand I av Bägge Sicilierna och ärkehertiginnan Maria Karolina av Österrike. Hon döptes efter sin mors favoritsyster Marie-Antoinette. Hon beskrivs som intelligent och fick en god utbildning. Hennes äktenskap arrangerades efter att hennes bror blivit gift med Maria Isabella av Spanien, syster till Ferdinand VII. 
Maria Antonia kom mycket dåligt överens med sin svärmor och tyckte inte heller om sin make, som hon tyckte var oattraktiv och hade ett dåligt sätt. Maria Antonia hade dock ett mycket gott förhållande till sin mor, som var fientligt inställd till den fransk-spanska alliansen, och på moderns inrådan lyckades hon skaffa sig inflytande över maken och skapa ett oppositionsparti riktad mot sin svärmor Maria Lovisa av Parma och hennes älskare och minister Manuel Godoy. Hennes mor ska också ha föreslagit henne att förgifta Maria Lovisa och Godoy, något Maria Lovisa också misstänkte henne för. Under 1806 uppmanade modern henne att förgifta det franska sändebudet och förhindra alliansen mellan Napoleon och Spanien.
Maria Antonia avled försvagad av tuberkulos och ryktades ha blivit förgiftad, ett rykte som hennes mor satte tilltro till.